# 22 Éxitos Pajarones
22 éxitos pajarones es el octavo disco de la banda de metal pájaro Sinergia. Es un disco recopilatorio con 22 temas incluidos en sus anteriores álbumes de estudio, para conmemorar los 22 años de carrera de la banda. Fue lanzado el 1 de julio de 2014 y fue estrenado en vivo el 12 de diciembre de ese año en el Teatro Cariola. En dicho concierto se contó con la participación del bajista original de la banda Aneres.

## Lista de canciones
| 22 éxitos pajarones |                                                            |          |  |
| N.º                 | Título                                                     | Duración |  |
| 1.                  | «Mujer robusta» (Sinergia)                                 | 2:38     |  |
| 2.                  | «Día del sexo» (Aquí nadie debería ser pobre)              | 2:32     |  |
| 3.                  | «Te enojai por todo» (Delirio)                             | 2:50     |  |
| 4.                  | «Amor alternativo» (Sinergia)                              | 3:41     |  |
| 5.                  | «Hágalo bien» (El imperio de la estupidez)                 | 2:33     |  |
| 6.                  | «Yo soy así» (El imperio de la estupidez)                  | 2:56     |  |
| 7.                  | «Síndrome Camboya» (Canciones de cuando eramos colegiales) | 2:48     |  |
| 8.                  | «Jefe» (Delirio)                                           | 3:03     |  |
| 9.                  | «Todos me deben plata» (Procésalo todo)                    | 2:36     |  |
| 10.                 | «Mi señora» (Procésalo todo)                               | 3:10     |  |
| 11.                 | «Toy chato» (Aquí nadie debería ser pobre)                 | 2:34     |  |
| 12.                 | «Chacalín» (Procésalo todo)                                | 3:22     |  |
| 13.                 | «Sopaipillas con mostaza» (Procésalo todo)                 | 2:34     |  |
| 14.                 | «Me gusta, me gusta» (El imperio de la estupidez)          | 2:47     |  |
| 15.                 | «Eslabón» (Aquí nadie debería ser pobre)                   | 3:03     |  |
| 16.                 | «Corazón rebelde» (Aquí nadie debería ser pobre)           | 2:46     |  |
| 17.                 | «Chupatrón» (Sinergia)                                     | 3:26     |  |
| 18.                 | «Calibraciones» (Canciones de cuando eramos colegiales)    | 3:24     |  |
| 19.                 | «Modesto» (Vamos con todo)                                 | 2:35     |  |
| 20.                 | «Marina» (Sinergia)                                        | 3:09     |  |
| 21.                 | «Chile Robot» (Sinergia)                                   | 3:07     |  |
| 22.                 | «Concurso» (Sinergia)                                      | 3:03     |  |

## Créditos
- Rodrigo "Don Rorro" Osorio- Voz
- Pedro "Pedrale" López - Guitarra
- Alexis "Aneres" González - Bajo
- Bruno "Brunanza" Godoy - Batería
- Paul DJ Panoramix Eberhard - Tornamesa, Samplers,
- Jaime "Humitas Con Tomate" García Silva - Sintetizador, Teclados